# وینکلمن (آریزونا)
وینکلمن (به انگلیسی: Winkelman) شهری در شهرستان جیلا ایالت آریزونا است که در سرشماری سال ۲۰۱۰ میلادی، ۳۵۳ نفر جمعیت داشته است. وینکلمن، به‌طور رسمی در تاریخ ۱۹۴۹ میلادی به‌عنوان یک شهر شناخته شد.